# آنالیز داده‌های ترکیبی
در آمار، آنالیز داده‌های ترکیبی (انگلیسی: Combinatorial data analysis (CDA) مطالعه مجموعه داده‌هایی است که ترتیب چیدمان اشیا مهم است. از CDA می‌توان برای تعیین اینکه یک ساختار ترکیبی داده شده تا چه اندازه داده‌های مشاهده شده را منعکس می‌کند یا برای جستجوی یک ساختار ترکیبی مناسب که با داده‌ها مطابقت دارد استفاده کرد. 